# Lauren Bacall
Lauren Bacall (nascida Betty Joan Perske; Nova Iorque, 16 de setembro de 1924 — Nova Iorque, 12 de agosto de 2014) foi uma atriz estadunidense, conhecida por sua voz distinta e aparência sensual.
Ela é conhecida principalmente por destacar-se no cinema noir em filmes como À Beira do Abismo (1946) e Dark Passage (1947), bem como uma comediante, como visto em How to Marry a Millionaire (1953).

## Carreira

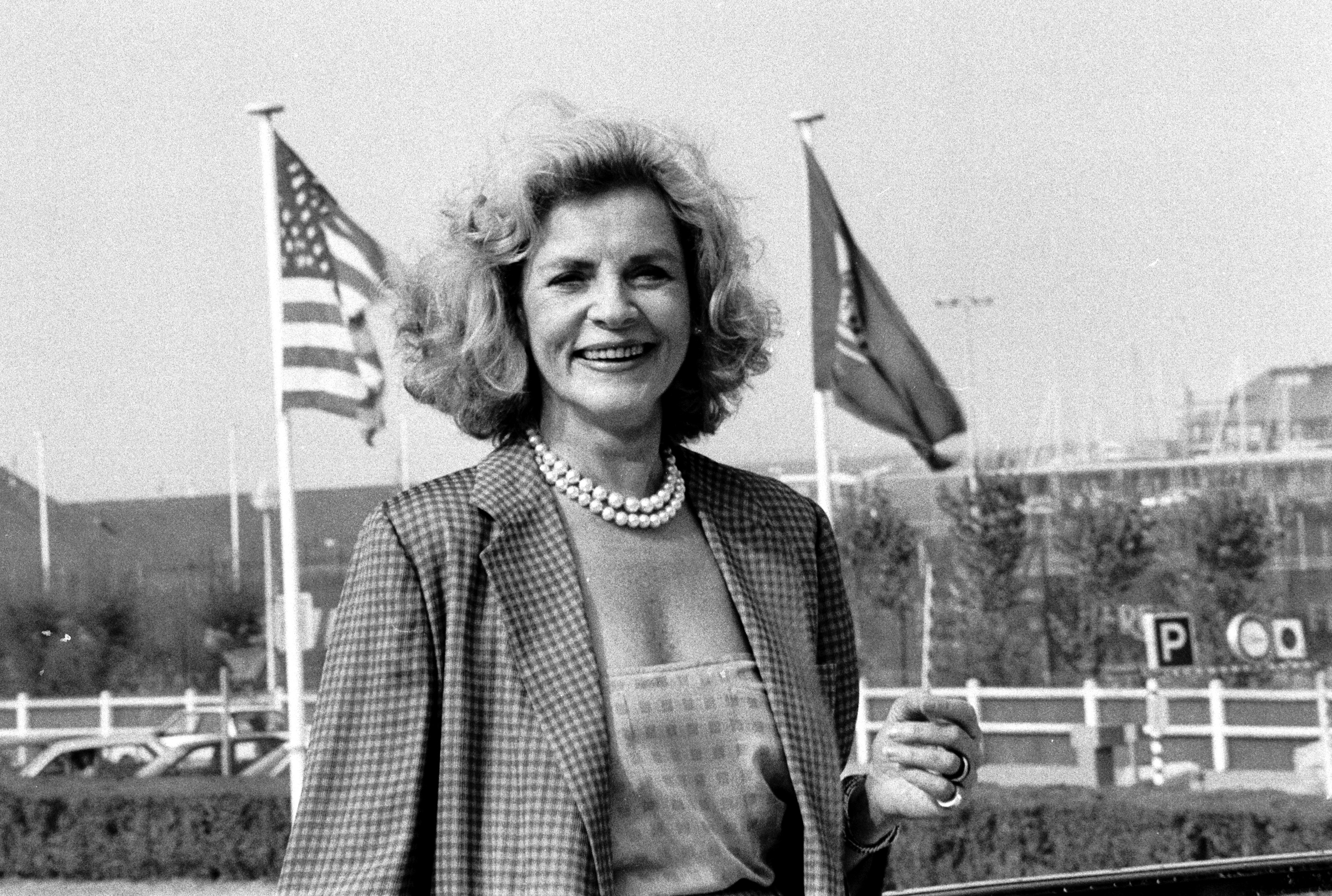
Lauren Bacall no Festival de cinema de Deauville em setembro de 1989.

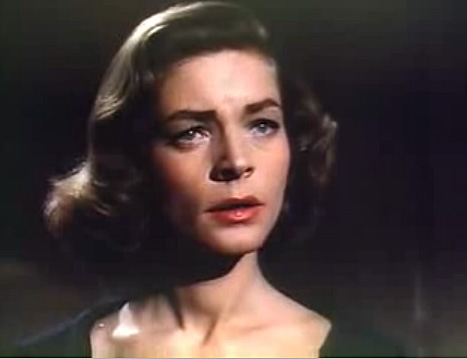
Written on the Wind (1956)

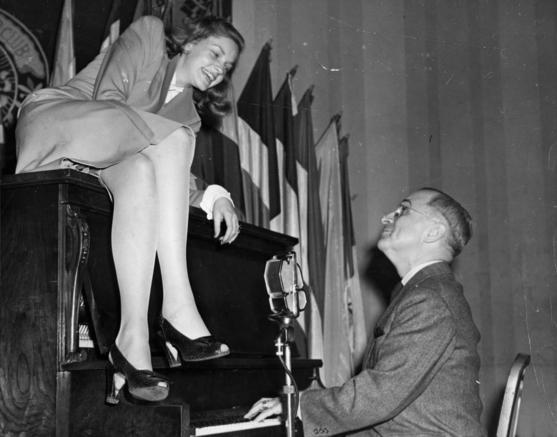
A polêmica foto de 1945 com o vice-presidente Truman, sentada sobre o piano

Filha única de um casal de judeus, William Perske (primo do ex-presidente de Israel Shimon Peres, nascido na Polônia numa área que hoje faz parte da Bielorrússia) e Natalie Weinstein Bacal (que nasceu na Romênia). Seu pai era vendedor e sua mãe, secretária. Divorciaram-se quando ela tinha seis anos de idade.
Como resultado, a menina não mais viu seu pai e, por isso, formou uma forte ligação com sua mãe, a quem levou consigo para a Califórnia quando veio a se tornar uma estrela do cinema.
Bacall estudou dança durante treze anos. Ela então teve aulas de interpretação na Academia Americana de Artes Dramáticas. Durante esse tempo, tornou-se atendente de teatro, e trabalhou como modelo de moda.
Como Betty Bacall, fez sua estreia como atriz na Broadway em 1942, na peça Johnny Two By Four. Naquela época seu ídolo era Bette Davis. De acordo com sua autobiografia, ela teve a oportunidade de se encontrar com a famosa atriz em seu hotel. Anos depois, Davis visitaria o camarim de Bacall para felicitá-la por sua performance como Margo Channing em Applause, um musical baseado em "A Malvada" (1950), estrelado por Davis.
Bacall começou a carreira de modelo em tempo parcial. Isso foi quando, pela primeira vez, teve experiência com o anti-semitismo. Mais tarde, ela foi para Hollywood, e o diretor Howard Hawks teria feito comentários anti-semíticos. Isto a deixou preocupada em revelar sua identidade e ela jamais deixou que Hawks soubesse que era judia.
Bacall havia projetado uma carreira no palco para si mesma, mas por puro acaso entrou no mundo do cinema. A mulher de Howard Hawks, Slim Keith, notou Bacall numa capa da revista Harper's Bazaar, mostrou a foto ao marido, e este ligou para Nova York a fim de trazê-la para Hollywood para um teste. Hawks teria usado o apelido "Slim" para a personagem de Bacall no seu primeiro filme.
Não gostando do nome Betty, Hawks trocou para Lauren. Ele fez vários testes com ela e então a escalou para seu projeto seguinte Uma Aventura na Martinica (1944). Como ficava nervosa diante das câmeras, Hawks sugeriu a ela inclinar a cabeça e puxar o cabelo para um dos lados do seu rosto. Ela pressionou seu queixo contra o peito, e então dirigiu os olhos para cima de modo a poder olhar para a câmera. Esse efeito veio a deixá-la conhecida como The Look, a marca registrada de Bacall.
Ela encontrou Humphrey Bogart nos estúdios de filmagem de Uma Aventura na Martinica, que na época era casado com Mayo Methot. Passaram a se relacionar dentro do set das filmagens; dentro de algumas semanas, eles começaram a se encontrar fora dos estúdios. Depois do divórcio de Bogart, casaram-se e tiveram filhos. O filme levou-a a um estrelato instantâneo. Sua participação foi mais tarde considerada uma das mais impactantes estreias na história do cinema.
Então com 20 anos, Bacall ganhou manchetes nos jornais do mundo inteiro. Quando da visita ao National Press Club em Washington, D.C. em 10 de fevereiro de 1945, seu assessor de imprensa (Charlie Enfield, chefe da publicidade da Warner Brothers) pediu para ela se sentar no piano que estava sendo tocado pelo vice-presidente dos Estados Unidos, Harry Truman. As fotos do incidente causaram um escândalo.
Depois de Uma Aventura na Martinica, Bacall apareceu com Bogart no suspense À Beira do Abismo(1946), no thriller Dark Passage (1947), e no suspense melodramático de John Huston, Paixões em Fúria (1948).
Por sua participação em O Espelho tem Duas Faces, foi indicada para o Oscar de melhor atriz (coadjuvante/secundária), em 1996, e recebeu o Globo de Ouro por este trabalho.

## Morte
Lauren Bacall morreu em Nova Iorque aos 89 anos de derrame cerebral em seu apartamento no The Dakota com vista para o Central Park.

## Filmografia
- To Have and Have Not (1944)
- Confidential Agent (1945)
- The Big Sleep (1946)
- Dark Passage (1947)
- key Largo (1948)
- Young Man with a Horn (1950)
- Bright Leaf (1950)
- How to Marry a Millionaire (1953)
- Woman's World (1954)
- The Cobweb (1955)
- Blood Alley (1955)
- Written on the Wind (1956)
- Designing Woman (1957)
- The Gift of Love (1958)
- North West Frontier (1959)
- Shock Treatment (1964)
- Sex and the Single Girl (1964)
- Harper (1966)

How to Marry a Millionaire (cena do trailer do filme, com Marilyn Monroe e Betty Grable) (1953)

- Murder on the Orient Express (1974)
- The Shootist (1976)
- The Fan (1981)
- Health (1982)
- Appointment with Death (1988)
- Mr. North (1988)
- Misery (1990)
- A Star for Two (1991)
- All I Want for Christmas (1991)
- A Foreign Field (1993)
- Pret-à-Porter (1994)
- O Espelho Tem Duas Faces (The Mirror Has Two Faces - 1996)
- My Fellow Americans (1996)
- Day and Night (1997)
- Diamonds (1999)
- The Venice Project (1999)
- Presence of Mind (1999)
- The Limit (2003)
- Dogville (2003)
- Birth (2004)
- Manderlay (2005)
- These Foolish Things (2006)

## Livros
- By Myself (1978)
- Now (1994)
- By Myself and Then Some (2004)

## Prêmios e indicações
- 1970: Prêmio Tony de Melhor Atriz Principal em Applause
- 1972 & 1984: Prêmio Sarah Siddons
- 1980: Prêmio Nacional do Livro de Melhor Livro de Não-Ficção com By Myself
- 1981: Prêmio Tony de Melhor Atriz Principal em Woman of the Year
- 1993: Prêmio Cecil B. DeMille do Globo de Ouro por conjunto da obra
- 1997: Prêmio SAG de Melhor Atriz (coadjuvante/secundária) em O Espelho Tem Duas Faces
- 1997: Prêmio Globo de Ouro de Melhor Atriz (coadjuvante/secundária) em O Espelho Tem Duas Faces
- 1997: Indicada ao Óscar de Melhor Atriz (coadjuvante/secundária) em O Espelho Tem Duas Faces
- 2000: Prêmio pelo conjunto da obra no Festival de Cinema de Estocolmo
- 2009: Oscar Honorífico (por sua longevidade como atriz)